# Luv U Better
"Luv U Better" é uma canção do cantor LL Cool J com participação de Marc Dorsey. Composta por James Todd Smith, Pharrell Williams e Chad Hugo, foi lançada em 13 de agosto de 2002.
A canção foi nomeada para um Grammy em 2004, na categoria Best Rap/Sung Collaboration

## Prêmios e indicações
| Ano  | Prêmio        | Nomeação                        | Categoria                   | Resultado |
| ---- | ------------- | ------------------------------- | --------------------------- | --------- |
| 2004 | Grammy Awards | "Luv U Better" (com: LL Cool J) | Best Rap/Sung Collaboration | Indicado  |